# Marsopa de Califòrnia
La marsopa de Califòrnia (Phocoena sinus) és una espècie de cetaci odontocet de la família Phocoenidae, una de les sis espècies de marsopa. El 2015, la població total era de 97 exemplars. El 2017 va perdre el 67% de la seva població, quedant amb menys de 40 exemplars. A la fi de 2018 s'estimava l'existència d'entre 10 i 15. Probablement ja extinta. L'única solució per salvar l'espècie seria un programa de reproducció en captivitat.
S'han posat en marxa mesures de conservació, però l'espècie es considera en perill imminent d'extinció. El 18 d'octubre de 2017 va ser rescatat un exemplar de marsopa de Califòrnia de sis mesos d'edat; però, va ser retornada al mar per recomanació dels veterinaris experts, que van considerar que la cria no podia estar separada de la seva mare. El 10 de novembre d'aquest mateix any, científics del Programa VaquitaCPR van donar a conèixer resultats d'operacions en camp. Van reportar l'albirament d'exemplars en vuit de tretze dies de labor al mar. Van registrar 32 albiraments, inclosos probables exemplars repetits en el curs d'un mateix dia. És important aclarir que aquests albiraments no representen un estimat de la població de marsopes de Califòrnia. Els esdeveniments d'albiraments van incloure d'una a tres marsopes de Califòrnia a la vegada, amb mitjana de dues marsopes de Califòrnia per grup. El març de 2018, la situació era crítica i, segons Andrea Crosta, de l'organització protectora d'animals Elephant Action League, només s'han pogut detectar dotze exemplars nedant al golf de Califòrnia, al costat de la península de la Baixa Califòrnia.
A la seva regió nadiua se la coneix com a vaquita mexicana, que en castellà vol dir «petita vaca de Mèxic».

## Descripció
Les marsopes de Califòrnia són les espècies més petites i en perill d'extinció de l'infraordre dels cetacis i són endèmiques de l'extrem nord del Golf de Califòrnia. La marsopa de Califòrnia és una mica robusta i té una forma característica de marsopa. L'espècie es distingeix pels anells foscos que envolten els seus ulls, taques als llavis i una línia que s'estén des de les aletes dorsals fins a la boca. La part superior del cos és de color gris fosc que desapareix a la part inferior que és gairebé blanca gris clar. A mesura que les marsopes de Califòrnia maduren, els tons grisos s'aclareixen. Les marsopes de Califòrnia femenines tendeixen a créixer més que els mascles. De mitjana, les femelles madures fan fins als 140,6 cm de longitud, enfront dels 134,9 cm dels mascles. La durada de la vida, el patró de creixement, la reproducció estacional i la mida dels testicles de la marsopa de Califòrnia són semblants a la de la marsopa comuna. Les aletes són proporcionalment més grans que les d'altres marsopes, i l'aleta és més alta i falcada. El crani és més petit i el rostre és més curt i més ampli que en altres membres del gènere.
Les aletes són proporcionalment més grans que en altres marsopes. Aquesta enigmàtica espècie és molt tímida, i no salta com els dofins en la superfície del mar, sinó simplement emergeix alguns segons per prendre aire. Sumat a això, la pesca amb xarxes d'arrossegament, la qual cosa ha ocasionat que la marsopa de Califòrnia es trobi molt prop de l'extinció. Pel que veure un espècimen viu de la marsopa de Califòrnia és gairebé impossible.

### Comportament
Les marsopes de Califòrnia utilitzen sons aguts per comunicar-se entre si (ecolocalització) i per navegar en els seus hàbitats. En general neden i s'alimenten a un ritme pausat. Les marsopes eviten acostar-se als vaixells, pugen a respirar lentament i després desapareixen de manera ràpida. Estar absents en la superfície fa que sigui difícil observar-les. Les marsopes estan generalment soles, tret que estiguin acompanyades d'una cria, sent menys socials que altres espècies de dofins. Les marsopes poden ser molt competitives durant la seva etapa d'aparellament. És l'única marsopa que viu en aigües calentes. Les marsopes són depredadors no selectius.

### Agregació
Com altres Phocoena, les marsopes de Califòrnia solen veure soles; si estan juntes generalment és en grups petits de 2 o 3 integrants i poques vegades en grups de 8 a 10.

### Dieta
Les marsopes solen buscar aliment prop de les llacunes. Les 17 espècies oposades en l'estómac de les marsopes de Califòrnia poden ser catalogats com demersales o bentònics espècies que habiten en aigües poc profundes en l'alt golf de Califòrnia. Les marsopes de Califòrnia són depredadors no selectius de peixos i calamars en aquesta àrea. Algunes de les preses més comunes són corballs i truites. Com altres cetacis, les marsopes de Califòrnia poden localitzar a la seva presa, també els és possible localitzar a la seva presa seguint els sons dels seus moviments.

### Cicle de vida i reproducció

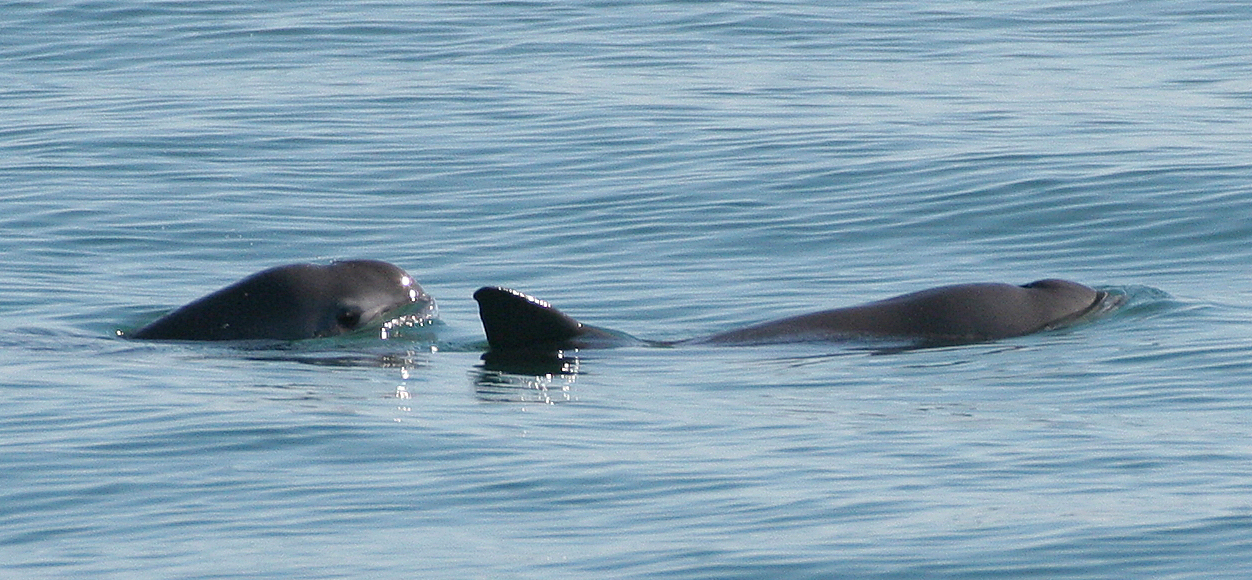
Un parell de marsopes de Califòrnia nedant juntes

Se sap poc sobre el cicle de vida de les marsopes. Els científics segueixen investigant moltes coses, tals com la seva edat de maduració sexual, longevitat, cicle de reproducció sexual i la seva interacció. S'han fet suposicions però es necessita més recerca per establir valors concrets, moltes d'aquestes han estat estimades a causa de l'estudi de marsopes que han estat abandonades o atrapades a les xarxes, unes altres es basen en recerques d'altres espècies de marsopes similars a la marsopa de Califòrnia.
Les marsopes de Califòrnia viuen aproximadament vint anys en condicions ideals. Les marsopes de Califòrnia assoleixen la maduresa sexual als tres anys, s'acoblen a la fi de la primavera o principi d'estiu, el període de gestació és de deu a onze mesos. Arriben a tenir una cria al març. El període entre naixements és entre un i dos anys, les cries són alletades al voltant de sis a vuit mesos fins que són capaços de valer-se per si mateixes.

## Hàbitat
Aquesta espècie de marsopa és endèmica de l'extrem septentrional del golf de Califòrnia o Mar de Cortès. Les marsopes de Califòrnia viuen en llacs tèrbols i poc profunds al llarg de la costa. Elles rares vegades neden a més de 30 metres de profunditat i són conegudes per viure en llacs poc profunds, tant que la seva esquena arriba a sobresortir de la superfície de l'aigua. La majoria de les vegades la marsopa de Califòrnia ha estat vista entre els 11-50 metres de profunditat a uns 11- 25 quilòmetres des de la costa, sobre fons de llim i argila. Les marsopes de Califòrnia tendeixen a escollir hàbitats amb aigües tèrboles, perquè posseeixen un alt contingut de nutrients. Aquests nutrients ajuden a atreure petits peixos, calamars i crustacis que els serveixen d'aliment. Elles són capaços de resistir les temperatures d'on viuen. Solament poden aconseguir a viure 20 anys i el seu cicle d'embaràs dura entre 10 i 11 mesos

## Conservació i amenaces

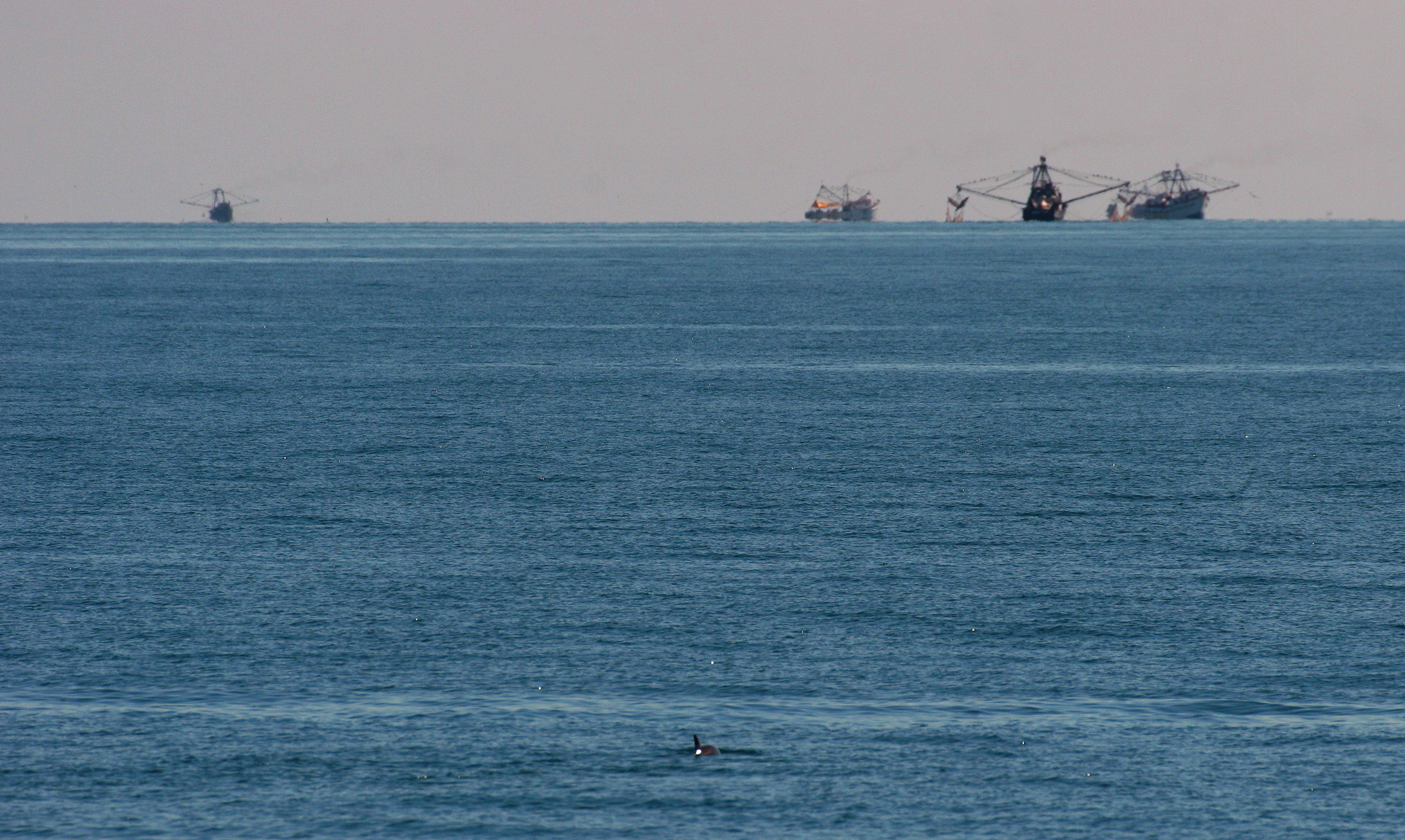
Marsopa de Califòrnia nedant en primer pla, mentre que els vaixells de pesca exerceixen el seu ofici a la distància.

La marsopa de Califòrnia es considera en el més alt risc d'extinció de 129 espècies de mamífers marins. La marsopa de Califòrnia es troba classificada com una de les 100 espècies de mamífers del món a Evolutionarily Distinct and Globally Endangered (EDGE). Té una evolució diferent i no té parents propers. Representen un dels tres que éspècies són prioritàries per fer campanyes de conservació. El EDGE of Existence Programme és un programa que fa l'esforç per la conservació de les espècies en perill. El govern dels Estats Units l'ha llistada sota la Llei d'Espècies Amenaçades (Endangered Species Act). La Unió Internacional per a la Conservació de la Natura i Convenció sobre el Comerç Internacional d'Espècies Amenaçades de Fauna i Flora Silvestres la inclouen en la categoria de màxim perill d'extinció.
S'han engegat diverses mesures, i organitzacions com el Comitè Internacional per a la Recuperació de la marsopa de Califòrnia realitzen estratègies i accions per salvar a aquest mamífer. Com es comenta: «Salvar a l'únic cetaci endèmic de Mèxic, és un problema de tota la nació». La reserva on es troba va des de San Felipe a la Baixa Califòrnia, fins a Puerto Peñasco a Sonora.
La més gran amenaça és l'ús indiscriminat de xarxes d'arrossegament per a la pesca "passiva" (chinchorros) intentant atrapar totoabes, el qual és un peix gran, que també es troba en perill d'extinció, i es localitza al golf de Mèxic. El comerç del peix totoaba es deu al fet que la seva bufeta natatòria és molt apreciada a la Xina.
El 1997 la població de marsopes de Califòrnia era de 567. L'any 2000 es va registrar que el nombre d'exemplars estava entre 150 i 300. La depressió endogàmica podria començar a afectar l'adaptabilitat de l'espècie. El 2014 la població es va estimar en cent individus. La recomanació que donaven era prohibir l'ús de xarxes d'arrossegament per fer prosperar la recuperació de la marsopa de Califòrnia. Segons el comitè, la població disminueix a un ritme del 18,5% anual i es necessiten, urgentment, mesures addicionals per salvar l'espècie. Aquestes poden ser l'aplicació de la prohibició de la pesca amb xarxes d'arrossegament en tot l'hàbitat de la marsopa de Califòrnia, l'adopció de mesures per eliminar la pesca il·legal de la totoaba i, amb l'ajuda dels EUA i Xina, detenir el comerç de les bufetes natatòries de la totoaba.
El 16 d'abril de 2015 el president de Mèxic Enrique Peña Nieto va anunciar un programa per al rescat i la conservació de la marsopa de Califòrnia i la totoaba, que inclou vedes i suport econòmic als pescadors de la zona.

## Importància de la marsopa de Califòrnia en l'ecosistema
Per al rastreig espacial i conductual de les espècies, actualment s'utilitza l'anàlisi d'isòtops, principalment de carboni i nitrogen. Aquests serveixen per a la construcció de moviments, distribució, ús d'hàbitat i conductes alimentoses. Aquesta tècnica permet generar les xarxes tròfiques de les espècies a més de situar-les espacialment, generant ISOMAPAS.
La marsopa de Califòrnia es troba en el cinquè nivell tròfic, prenent en compte els sediments de C i N.
 Anteriorment es creia que l'alimentació d'aquesta espècie era especialitzada, és a dir de poca amplitud tròfica. Recentment s'ha demostrat la diversitat d'aliments en l'espècie.
P. sinus s'alimenta d'espècies pelágicas i bentónicas (Post, 2002) Malgrat que el cetaci s'alimenta en un 87.5% de peixos ossis de gran grandària, seguits per calamars (37.5%) i com a components incidentals els crustacis (12.5%) (Pérez-Cortés, 1996; Findley i Nava, 1996). L'aportació de les espècies bentòniques a la dieta de la marsopa de Califòrnia és de gran importància segons els resultats del valor de δ13C (-12.1‰±0.7‰) (Rodríguez, 2013). La qual cosa reafirma la importància de mantenir les condicions ambientals exactes per a l'espècie.
Com a depredador topall, es defineix al seu nínxol ecològic alt en supervivència, però la seva genètica i els impactes socioambientals en escales regionals i globals han condemnat a la marsopa de Califòrnia a la seva gairebé extinció. No obstant això, recentment diversos periòdics han escrit notes amb encapçalats optimistes. Esmentant el naixement tres marsopes de Califòrnia més, segons Lorenzo Rojas (2017), coordinador del projecte per a la preservació d'aquesta espècie.
El suport de les àrees de conservació es deu a l'anàlisi de l'hàbitat dels depredadors. En aquest cas la marsopa de Califòrnia s'ha caracteritzat el seu hàbitat espacial i ambiental. Prefereix les marees i mesos freds. La qual cosa per a escenaris de canvi climàtic és clau en la reproducció i desenvolupament de l'espècie. Des dels primers nivells en la cadena tròfica de la marsopa de Califòrnia, es troba que des de δ13C i δ15N l'abundància del fitoplàncton depèn de la temperatura i batimetria (ibídem).

## Amenaces primàries
A la fi de 2018 es quedaven 18 exemplars, per la qual cosa s'estima que aviat l'espècie podria quedar extinta. Això es deu al fet que la marsopa de Califòrnia queda atrapada en xarxes d'arrossegament il·legals, usades per capturar al peix totoaba; espècie en perill d'extinció i amb alt valor al mercat asiàtic, a causa que existeixen mites quant a les seves propietats.
S'han realitzat estudis en el golf de Santa Clara, un dels tres punts en els quals viuen les marsopes de Califòrnia, aquests estudis indiquen que les xarxes d'arrossegament al voltant de 39 morts de marsopes de Califòrnia a l'any. La qual cosa representa el 17% de la població total dins d'aquest golf.
Així i tot si es prohibeix l'ús de les xarxes d'arrossegament a les àrees de refugi de la marsopa de Califòrnia, la qual conté el 50 % de l'hàbitat de la marsopa de Califòrnia, la població seguirà en declivi, la qual cosa suggereix que una completa prohibició de l'ús de xarxes d'arrossegament podria ser la solució per preservar a la marsopa de Califòrnia.
Altres possibles amenaces són les alteracions i contaminació de l'hàbitat. L'hàbitat de la marsopa de Califòrnia és petit i el subministrament d'aliment en l'ambient marí és afectat per la qualitat i el nivell de nutrients. El represament del riu Colorado ha reduït el cabal d'aigua dolça aportada al golf, la qual cosa és perillós per la marsopa de Califòrnia. A més l'ús de pesticides tractats amb clor podria tenir un efecte perjudicial. Malgrat aquests possibles problemes, la majoria dels cossos recuperats de les marsopes de Califòrnia no mostren signes de adelgazamiento o de estresantesambientals, la qual cosa implica que el declivi de la població es deu majorment a la pesca accidental.

## Amenaces secundàries
Encara que la major causa de mortalitat de la marsopa de Califòrnia marina és la pesca accidental amb xarxes d'arrossegament, els nous problemes que sorgeixen fan que la recuperació en la població de la marsopa de Califòrnia sigui cada vegada més difícil.
Amb menys individus en l'hàbitat, hi haurà menys contacte entre diferents sexes i en conseqüència la reproducció serà menor. La qual cosa ha reduït la variabilitat genètica i genera un efecte de coll d'ampolla. Quan això ocorre els gens recessius i nocius es manifesten, sobretot en els nounats. A més disminueix l'adaptabilitat de les futures generacions.

## Estratègies de conservació per la marsopa de Califòrnia nacionals i internacionals
A causa de la considerable reducció del nombre d'individus de marsopa de Califòrnia, el govern mexicà ha realitzat múltiples esforços de conservació de la marsopa de Califòrnia, des de fa aproximadament quaranta anys.
Així mateix aquesta preocupació va més enllà de les fronteres i capacitats del govern nacional, per la qual cosa s'han involucrat diferents organitzacions ambientalistes, a més de polítiques de conservació internacionals.

### Esforços de conservació a Mèxic
| Convención sobre el Comercio Internacional de Especies Amenazadas de Fauna y Flora Silvestres (CITES). Apéndice I. | 1977 |
| Reserva de la Biósfera del Alto Golfo de California y Delta del Río Colorado.                                      | 1993 |
| Área de refugio de la vaquita para su protección y el Programa de Protección de Vaquita Marina.                    | 2005 |
| NOM-059-SEMARNAT-2010. Especies en Peligro de Extinción.                                                           | 2010 |
| Programa de Acción para la Conservación de la Especie: Vaquita (Phocoena sinus) (PACE-Vaquita).                    | 2013 |
| Comisión Asesora de la Presidencia de México para la Recuperación de la Vaquita Marina.                            | 2013 |
| Programa de Acción para la Conservación de la Especie: Vaquita (Phocoena sinus) (PACE-Vaquita)                     | 2013 |
| Estrategia Integral para la Recuperación de la Vaquita Marina y la Totoaba.                                        | 2015 |
| Convención sobre el Comercio Internacional de Especies Amenazadas de Fauna y Flora Silvestres (CITES).             | 2016 |

## Polítiques nacionals

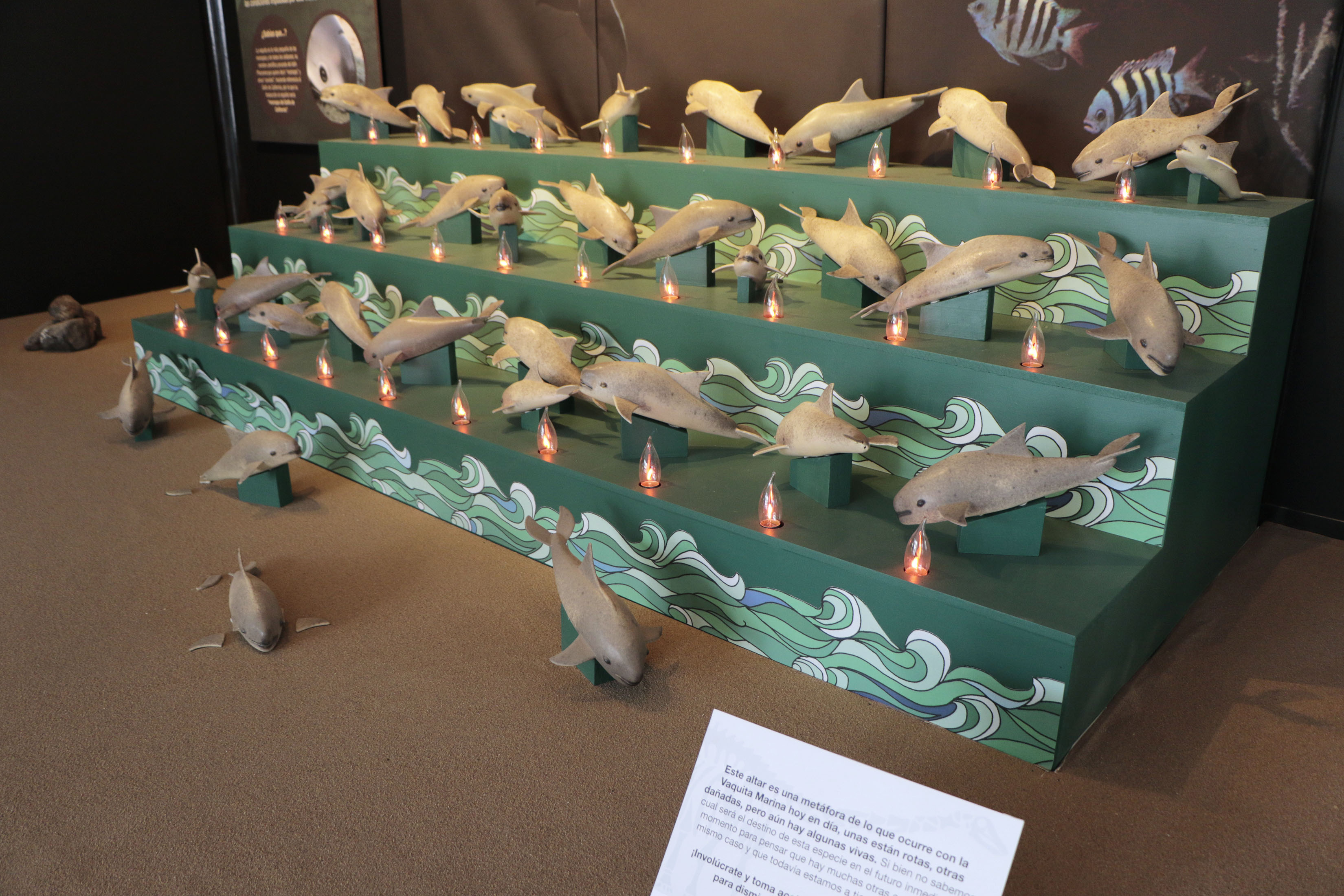
Exposició sobre la marsopa de Califòrnia en el Museu d'Història Natural de la Ciutat de Mèxic.

### Antecedents de la problemàtica
En la dècada de 1980 es van realitzar diferents estudis en mastozoologia en l'Alt Golf de Califòrnia. Els resultats van demostrar que el nombre d'exemplars de marsopa de Califòrnia atrapades a les xarxes agalleras de la zona, estava augmentant. Aquesta situació va impactar en els grups conservacionistes nacionals i internacionals, i va atreure l'atenció mundial cap a la marsopa de Califòrnia.
Aproximadament 10 anys després, l'espècie va ser declarada en perill d'extinció, i catalogada com un dels mamífers marins amb alta prioritat en conservació, per la Comissió Balenera Internacional.
En 1992 una crisi econòmica va afectar els pescadors riberencs de Sonora i Baixa Califòrnia.30 La pesca de gambeta va tenir un decreixement, la qual cosa va generar disputes entre els pescadors locals. Les comunitats pesqueres exigien a les autoritats federals una solució que inclogués una millora en la normativitat, per regular l'extracció i assegurar la recuperació dels recursos pesquers.
Els instruments amb major impacte en la conservació de la marsopa de Califòrnia han estat la Reserva de la Biosfera, i el Programa d'Acció per a la Conservació de la marsopa de Califòrnia (PACE vaquita). En la seva implementació intervenen diverses institucions governamentals, com són CONANP Arxivat 2017-10-12 a Wayback Machine., PROFEPA, SAGARPA y CONAPESCA.

### Reserva de la Biosfera de l'Alt Golf de Califòrnia
Va ser establerta per decret presidencial al juny de 1993, i el seu Primer Programa de Maneig publicat tres anys després El seu objectiu és “Conservar i protegir els ecosistemes representatius de la regió, la biodiversitat, els processos evolutius, els hàbitats de reproducció, fresi, migració i alimentació d'espècies marines d'importància ecològica i comercial i, sobretot, les espècies endèmiques i/o en perill d'extinció com la vaquita i la totoaba”.
No obstant això, els esforços de la Reserva de la Biosfera s'han vist obstaculitzats per: el pressupost federal destinat és insuficient; limitada disponibilitat de servidors públics com a inspectors, personal tècnic, personal operatiu; arts de pesca pròpies de la regió; vedes i decisions externes que impacten en el maneig dels recursos naturals.

### Programa d'Acció per a la Conservació de la marsopa de Califòrnia (PACE-vaquita)
És un instrument de política pública del govern federal que sorgeix de la necessitat de prioritària a nivell mundial per preservar la marsopa de Califòrnia. El seu objectiu és promoure la protecció i conservació de l'espècie i el seu hàbitat. És també una resposta a la gran pressió per part de grups ambientalistes entre ells: Centre Mexicà de Dret Ambiental (CEMDA), Defenders of Wildlife, Greenpeace i el Comitè Internacional per a la Recuperació de la marsopa de Califòrnia (CIRVA).
Per aconseguir els seus objectius PACE-vaquita aposta per la reconversió tecnològica i productiva de la regió de l'Alt Golf de Califòrnia. Així mateix, pretén implementar una pesca de gambeta de baix impacte ambiental, per permetre la recuperació de la població de la marsopa de Califòrnia. Aquestes accions van ser preses per la relació oposada entre les velles arts de pesca i la captura incidental de la marsopa de Califòrnia.
Els suports d'aquest programa es realitzen a l'àrea de la Reserva de la Biósfera de l'Alt Golf de Califòrnia i Delta del Riu Colorado. D'acord amb dades oficials, el pressupost exercit va ser de 37.246.468,00 dòlars. El 0,2% de les accions realitzades van ser enfocades a projectes de reconversió productiva, el 10.4% a reconversió tecnològica, 12.7% en activitats de pesca responsable de gambeta, 8.4% per suspensió de pesca de gambeta amb xinxorro de línia i 68,3% en activitats de conservació de la biodiversitat. Per rebre un suport era necessari comptar amb un permís vigent expedit per CONAPESCA.
Finalment, s'ha documentat que la presència del PASTURA va millorar la regulació de l'activitat pesquera a la regió de l'Alt Golf de Califòrnia.

### Establiment d'Àrea de Refugi per a la Protecció de la marsopa de Califòrnia
Va ser establerta en 2005, i estableix les condicions de conservació i maneig a les quals hauran de subjectar-se les obres i activitats que es realitzin a l'àrea de refugi establerta (DOF29-12-2005). Els seus objectius coincideixen amb els establerts per a la Reserva de la Biosfera de l'Alt Golf de Califòrnia i Ric Delta Colorado.
Aquest programa pretén ser integrador, per la qual cosa es va formular partint d'un diagnòstic socioeconòmic, pesquer, i de la situació actual de la marsopa de Califòrnia. Entre les seves estratègies es trobaven els subsidis, els quals van ser atorgats a pobladors de San Felipe, Santa Clara i Puerto Peñasco. D'aquesta forma es buscava impulsar activitats de conservació de la biodiversitat, la transformació d'arts de pesca i el desenvolupament de processos productius alternatius.

### Esforços a nivell Internacional
En l'àmbit internacional, les accions dutes a terme en pro de la protecció i conservació de Vaquita són, principalment, la seva incorporació com a espècie en la categoria de màxim perill d'extinció en la llista vermella de la UICN del 1978; així com la seva inserció a l'AQUESTA del govern nord-americà en la categoria d'espècie amenaçada.
D'altra banda, se sumen a la llista d'accions internacionals, els acords i plans bilaterals i trilaterales entre els països involucrats. Per exemple, la creació i engegada en 2008 dels plans PAANC i NACAPs. Així com l'aprovació del resolutiu en 2007 per part de la CBI; en el qual exhorta a Mèxic a intensificar els esforços i convida els països del món a brindar suport a Mèxic, des de l'assistència financera, així com en la tècnica, en monitoratge i en recerca, amb la intenció de reduir a zero la captura incidental de la marsopa de Califòrnia.
S'ha d'agregar que, recentment al setembre del 2017, es va dur a terme la Reunió TrilateralXina, Estats Units i Mèxic sobre el combat al tràfic il·lícit de peix Totoaba Macdonaldi en Ancorada Baixa Califòrnia, organitzada per SEMARNAT. En què es van establir els següents acords:
- Intercanviar pràctiques i experiències per a una cooperació efectiva en la detecció i detenció de les xarxes de tràfic i comerç il·legal de totoaba.
- Aprofitar el marc legal internacional per potenciar les investigacions relacionades a aquest delicte.
- Incrementar la capacitació dels agents de duanes per identificar el peix mexicà i altres espècies protegides per lleis internacionals.
- Formalitzar la declaració d'una intenció de cooperació internacional mitjançant documents legals, com un memoràndum d'entesa.

## La marsopa de Califòrnia i el canvi climàtic
Davant els efectes del canvi climàtic, la majoria de les espècies ha de migrar cap a zones on la temperatura i precipitacions siguin favorables, així mateix, han de competir amb altres espècies ja establertes. Aquests desplaçaments i competències podrien, en algunes àrees naturals protegides, determinar espais diferents dels que inicialment es pretenien protegir. En alguns casos, els efectes del canvi climàtic sobre les àrees protegides es veuen incrementats per factors d'origen antropogènic.
La marsopa de Califòrnia compta amb un hàbitat petit i un subministrament d'aliment que depèn del nivell de nutrients en l'aigua. Una de les amenaces a la seva supervivència és el represament del riu Colorado, que ha ocasionat la reducció del cabal d'aigua dolça aportada al golf. Malgrat aquest problema, la majoria dels cossos recuperats de les marsopes de Califòrnia no han mostrat signes d'aprimament o malnutrició, la qual cosa implica que la disminució en la població es deu majoritàriament a la pesca accidental

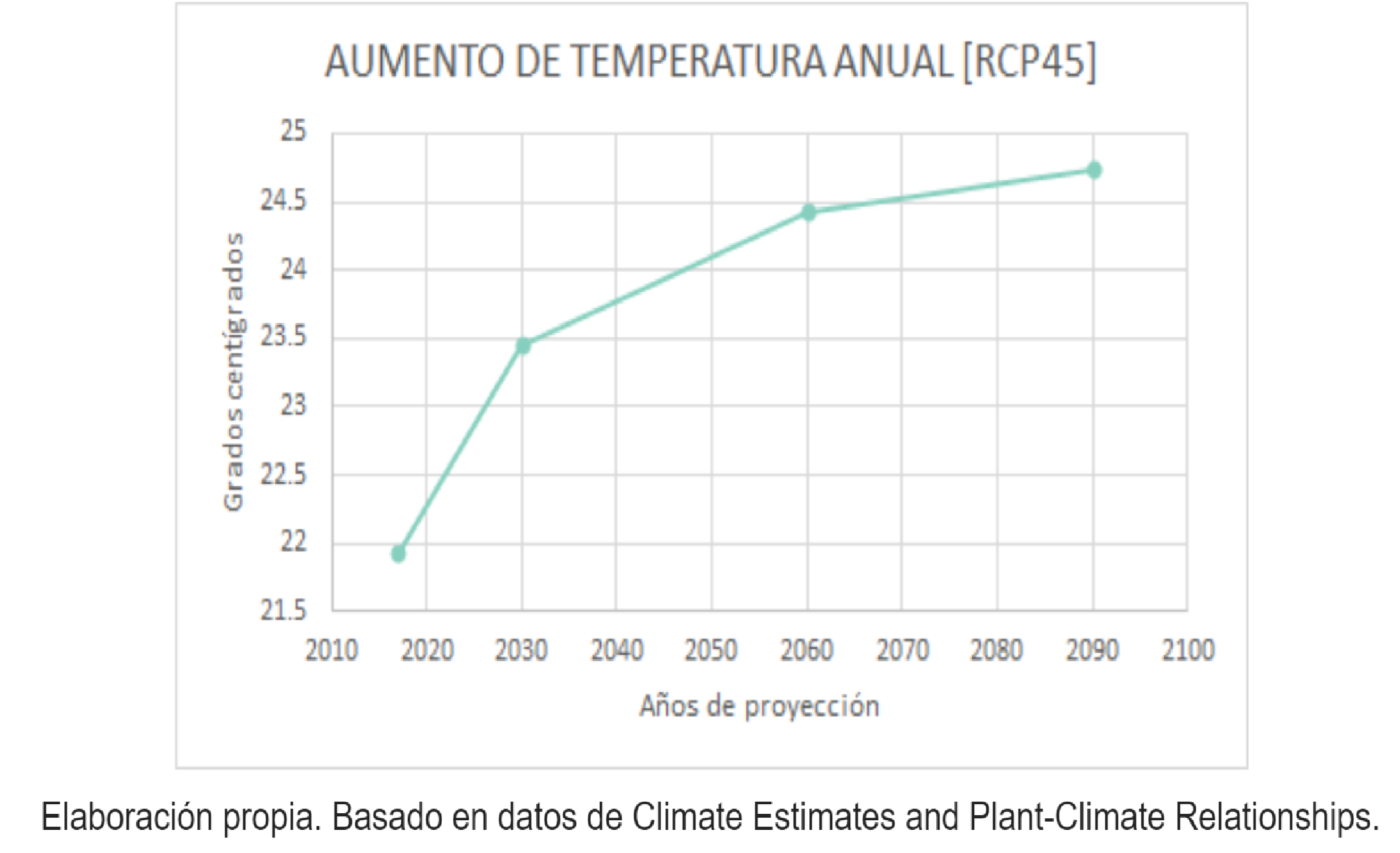
Gràfica de l'augment de la temperatura anual en l'hàbitat de la marsopa de Califòrnia, a l'escenari RCP 4,5.

En reduir el nombre d'individus en l'hàbitat, ho farà també el contacte entre diferents sexes i en conseqüència la reproducció serà menor. La qual cosa disminuirà la variabilitat genètica i generarà un efecte de coll d'ampolla. Si això succeeix, els gens recessius es manifesten en els nounats, disminuint la capacitat adaptativa.

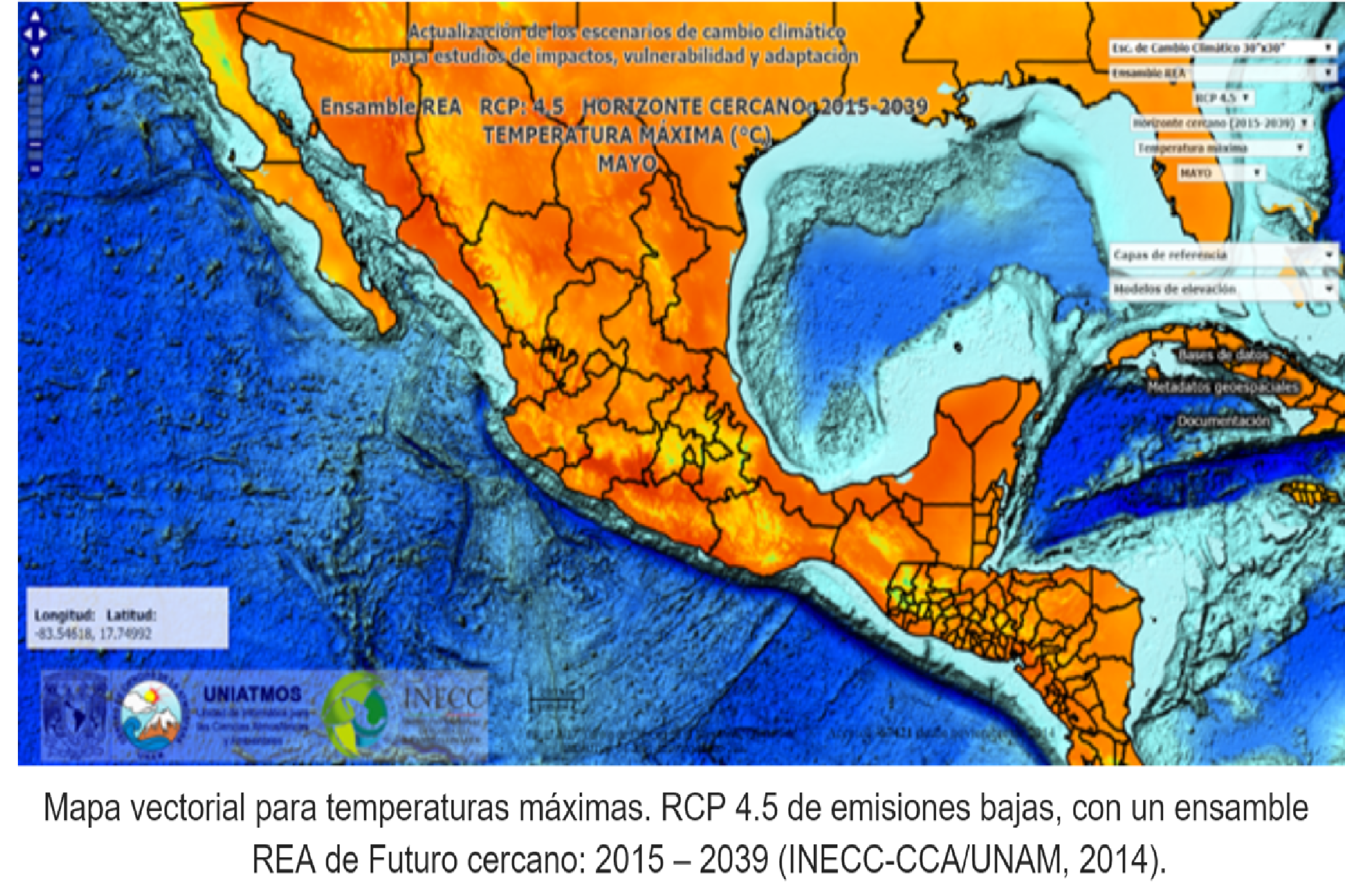
Mapa vectorial per temperatures màximes. RCP 4,5 d'emissions baixes, amb un acoblament REA de Futur proper: 2015-2039 (INECC-CCA / UNAM, 2014).

Com a conseqüència de l'escalfament global, les temperatures òptimes per a la supervivència de la marsopa de Califòrnia seran afectades. Per aquesta anàlisi, es va considerar l'escenari de Camins de Concentració Representatius 4,5 (RCP per les seves sigles en anglès) generat pel  Tauler Intergovernamental de Canvi Climàtic (IPCC per les seves sigles en anglès) el qual considera un augment i efecte mitjà de les emissions de carboni. Sent així, la zona del Golf Alt augmentarà la seva temperatura anual al voltant de 2 ° C en un acoblament de futur proper (any 2030).
També es va utilitzar la plataforma web de l'Institut Nacional d'Ecologia i Canvi Climàtic (INECC) el qual conté quatre models de circulació general i acoblament ponderat REA, generant escenaris de canvi climàtic regionals per a estudis d'impactes, vulnerabilitat i adaptació.Al mapa vectorial generat per aquesta plataforma, es mostra la variació regional de les temperatures màximes en un futur proper fins al 2030, on s'evidencia l'amenaça per a la supervivència de la marsopa de Califòrnia.